# 海伦娜·希科洛娃
海伦娜·希科洛娃（捷克語：Helena Šikolová，1949年3月25日—），捷克女子越野滑雪运动员。她曾代表捷克斯洛伐克参加1972年冬季奥林匹克运动会越野滑雪比赛，获得女子5公里铜牌。